# دنزل لاسي
دنزل لاسي (بالإنجليزية: Denzil Lacey)‏ هو مقدم برامج إذاعية بريطاني، ولد في 27 أكتوبر 1990 في دبلن في جمهورية أيرلندا.